# Rose Colored Glasses (canção de Kelly Rowland)
"Rose Colored Glasses" é uma canção gravada pela cantora e compositora norte-americana Kelly Rowland para o seu terceiro álbum de estúdio, Here I Am (2011), do qual foi divulgado como o segundo single internacional a 28 de Junho de 2010. Composta pela cantora Ester Dean e Dr. Luke, com este último ficando encarregue ainda da produção e arranjos, as suas letras reflectem as perspectivas diferentes de relacionamento amoroso e recordam Rowland sobre. A sua produção é baseada em sintetizadores e bateria, abrindo com um interlúdio electrónico ascendente. No geral, foi recebida com opiniões positivas pela crítica especialista em música contemporânea, que a considerou uma das demostrações vocais mais fortes e emocionais de Rowland até ao momento e uma melhor chance de alcançar sucesso nas tabelas musicais dos Estados Unidos. Um vídeo musical realizado por John "Rankin" Wadell foi produzido e lançado a 15 de Setembro, sendo recebido com elogios à sua simplicidade e aparência da intérprete e a variedade de roupas. O single teve sucesso limitado, entrando nas quarenta melhores posições nas tabelas de rádio da Eslováquia e Estados Unidos.

## Antecedentes e lançamento
Inicialmente, a 29 de Março de 2010, o DJ francês David Guetta anunciou "Commander" (2010) como o primeiro single do terceiro álbum de Rowland na cerimónia do Winter Music Conference. No entanto, a Universal Motown revelou que "Commander" seria na verdade o primeiro single internacional, e "Shake Them Haters Off", composta por Ne-Yo, seria lançada exclusivamente como o primeiro single na América do Norte. Porém, os planos foram alterados pela terceira vez quando dois singles foram enviados às estações de rádio de música contemporânea e contemporânea urbana a 11 de Junho. O primeiro destes, intitulado "Rose Colored Glasses", foi distribuído digitalmente na América do Norte como o single pop a 29 de Junho de 2010, tendo entrado na tabela musical de música pop. A sua capa, revelada a 17 de Junho, foi elogiada pela simplicidade pelos periódicos Idolator e Rap-Up.
"É tão agradável expressar a emoção e colocar tudo para fora, porque eu tenho a certeza que vocês podem relacionar-se com a dor de se sentir um completo idiota quando todo mundo está a rir-se de você, quando você está a ser enganada pela pessoa que está em sua vida naquele momento. E você só precisa tirar seus óculos cor-de-rosa."

— Rowland a falar sobre a inspiração para "Rose Colored Glasses" em entrevista para o Rap-Up.
"Rose Colored Glasses" é uma canção electropop de ritmo moderado co-composta por Ester Dean e Dr. Luke. Este último foi o responsável pela produção de sintetizadores, um interlúdio ascendente electrónico, "o grande refrão de batidas de sintetizadores que possui a marca registada controlada por Kelly," e uma sequência de tambor similar às usadas por Ryan Tedder. Usando emoção e vocais suaves, Rowland canta a declaração de empoderamento feminino "para todos aqueles que vêm o seu relacionamento como algo que não é," usando as letras para "explorar as maneiras subtis de como a perspectiva pode realmente mudar tudo... [contando] a história de uma relação que, do lado de fora, parece perturbada." Da primeira vez que ouviu a versão final da canção, a intérprete lembrou-se de todos os seus "relacionamentos tóxicos" nos quais usou óculos cor-de-rosa, como a música contém elementos imputáveis e ecos de suas experiências da vida real.

## Recepção crítica
Escrevendo para o portal britânico Idolator no qual vangloriou o melhor single de Rowland pelo seu potencial para ser um êxito, Robbie Draw afirmou que embora "goste da 'dançabilidade' das músicas de Kelly," foi "bom ouvi-la assumir uma balada de novo," o que "finalmente vai [permitir] alcançar as posições mais altas da Hot 100 mais uma vez." "O momento está indiscutivelmente certo — especialmente com todos os outros singles nos quais Dr. Luke teve uma mão e dominaram as tabelas — para Rowland ter a permissão de estar no centro das atenções mais uma vez," escreveu ele. Segundo Jeremy Helligar, da revista True/Slant, não lançar "Commander" na América do Norte foi uma "ideia esperta, pois a chance de sucesso com a sua preferência mais ousada de música é muito diferente do [[dance-pop]' que as vezes leva Lady Gaga ao topo das tabelas dos Estados Unidos." Todavia, observou que o tema ainda está bem distante daquilo que é considerado R&B contemporâneo.
Na sua resenha para a página de entretenimento Gather.com, Lizzie Goodwin declarou que embora diferente de seus singles anteriores, "Rose Colored Glasses" tem uma melodia cativante. "Embora não seja nenhum 'When Love Takes Over', o single mais recente de Kelly, 'Rose Colored Glasses', não é péssimo. Pode não ser um êxito de dança, mas seu novo single é muito cativante e é um óptimo complemento para incluir em uma lista de valorização das mulheres. (Senhoras, vocês sabem que têm uma na vossa biblioteca do iTunes!)." Embora não achasse que 'Rose Colored Glasses' teria um impacto tão forte quanto 'Commander', na sua avaliação para o Sound-Savvy, Mack comentou que o single "formidável tem seu próprio direito, e eu meio que gosto." Apesar de aceitar que a artista teve os seus momentos com as músicas de discoteca na sua análise para o HitFix, Melinda Newman, do, disse que "Rose Colored Glasses" é um "empecilho."

## Vídeo musical
As filmagens para o vídeo musical, filmado com recurso a tecnologia 3D sob realização do fotógrafo britânico John "Rankin" Wadell, começaram a 31 de Julho de 2010, e uma foto do vestido foi publicada na página online de Rowland a 2 de Agosto. O vídeo foca-se na dor de sair de um relacionamento, com as suas cenas incluindo cores vivas, visuais únicos e iluminação forte. O actor Alvino Lewis interpreta o interesse amoroso de Rowland no vídeo. "Este vídeo foi uma das melhores experiências que já tive. Eu faço um monte de vídeos, mas este é provavelmente o mais intrigante, por causa da forma como é filmado, a iluminação — é tudo tão detalhado," comentou Rowland. O seu lançamento no YouTube decorreu a 15 de Setembro, coincidindo com a estreia do vídeo de "Forever and a Day".
No geral, os críticos elogiaram a sua simplicidade, visual e a escolha de equipamentos, além de terem feito vários comentários acerca da aparência "deslumbrante" de Rowland. O portal Rap-Up afirmou que Rowland usou o vídeo para "transformar as suas lágrimas em arte,[...] batalhando com um relacionamento enquanto troca de roupa inúmeras vezes, cores vivas, pombos e belas imagens de Kelly a estourarem na tela." Segundo Mariel Concepcion, da revista norte-americana Billboard, a artista não só está a fugir de uma situação insalubre, como "parece completamente deslumbrante ao fazê-lo."

## Promoção e divulgação

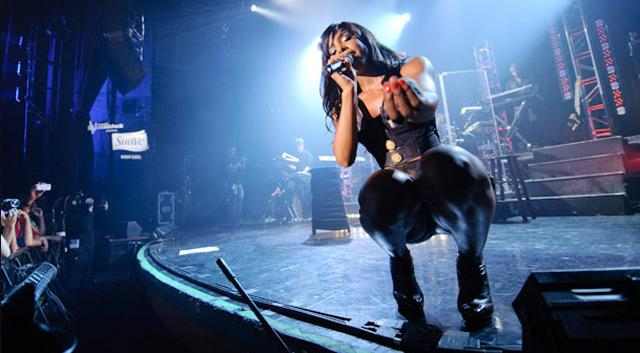
Rowland a cantar "Rose Colored Glasses" no mini-concerto Walmart-Soundcheck, 2010.

A 25 de Agosto de 2010, Rowland interpretou "Rose Colored Glasses" ao vivo pela primeira vez no seu concerto do iHeartRadio, realizado no Teatro P.C. Richard and Son emNova Iorque. No entanto, duas semanas após a performance, o jornal New York Post acusou a cantora de fazer uso de sincronia labial nas suas apresentações no iHeartRadio e KTU Beatstock, e que a sua editora discográfica tinha proibido a Clear Chanel Suits de usar as imagens para um vídeo online. Um representante da artista disse que ela "cantou ao vivo por cima de uma pré-gravação," e o relatório foi apagado após a iHeartRadio aparentemente ter carregado a filmagem do desempenho no YouTube. Não obstante, "Rose Colored Glasses" viria mais tarde a ser inclusa como a última música do alinhamento do mini-concerto de Rowland no Walmart-Soundcheck.
A Entertainment Weekly informou que Rowland tinha re-gravado a canção em Simlish para o pacote de expansão do jogo The Sims 3: Late Night (2010).

## Desempenho nas tabelas musicais
De acordo com o Mediabase, "Rose Colored Glasses" foi reproduzida 585 vezes em 34 estações de rádio norte-americanas ao longo da semana de 11 de Setembro de 2010. No entanto, nenhuma destas estações adicionou o tema às suas listas de reprodução. Ainda assim, na última semana de Agosto, o single atingiu o seu máximo dentro das quarenta melhores posições da tabela de canções pop, de acordo com o relatório de reprodução do Mediabase.
| País — Tabela musical (2010)                | Posição de pico |
| ------------------------------------------- | --------------- |
| Eslováquia — Rádio Top 100 (IFPI)           | 25              |
| Estados Unidos — Top 40 Airplay (Mediabase) | 39              |

## Histórico de lançamento
| Região         | Data                | Formato                                              | Editora discográfica |
| -------------- | ------------------- | ---------------------------------------------------- | -------------------- |
| Bélgica        | 28 de Junho de 2010 | Download digital                                     | Universal Music      |
| Noruega        | 28 de Junho de 2010 | Download digital                                     | Universal Music      |
| Suécia         | 28 de Junho de 2010 | Download digital                                     | Universal Music      |
| Canadá         | 29 de Junho de 2010 | Download digital                                     | Universal Music      |
| Estados Unidos | 29 de Junho de 2010 | Rádio de música contemporânea, contemporânea rítmica | Universal Motown     |
| Estados Unidos | 29 de Junho de 2010 | Download digital                                     | Universal Motown     |
| Países Baixos  | 23 de Julho de 2010 | Universal Music                                      |                      |
| Itália         | 26 de Julho de 2010 | Universal Music                                      |                      |